# София Албанская
Принцесса София Шёнбург-Вальденбургская (21 мая 1885 — 3 февраля 1936) — жена албанского князя Вильгельма Вида. С возведением своего мужа на албанский престол она стала княгиней Албании. За пределами страны и в дипломатической переписке именовалась княгиней-консортом, хотя в самой Албании её величали королевой (мбретёреше).

## Семья и брак
Принцесса София родилась в Потсдаме в семье наследного принца Виктора Шёнбург-Вальденбургского (1856—1888) и его жены принцессы Люсии Сайн-Витгенштейн-Берлебургской (1859—1903). Родители происходили из немецких медитизированных династий.
Ее дедушкой и бабушкой по материнской линии были принц Эмиль Сайн-Витгенштейна-Берлебургский (1824—1878) и его первая жена Пульхерия Кантакузин (1820—1865), румынская принцесса. Родители принцессы Софи умерли, когда она была молода, поэтому она провела большую часть своей юности в поместье Фантанеле в Молдавии, принадлежавшем её родственникам по материнской линии.
30 ноября 1906 года в Вальденбурге принцесса Софи вышла замуж за принца Вильгельма Вида, у них было двое детей.
- Мария Элеонора цу Вид (1909—1956); 1-й муж (с 1937 года): принц Альфред фон Шёнбург-Вальденбург (1905—1941), 2-й муж (с 1949 года): Йон Октавиан Буня (1899—1977)
- Кароль Виктор фон Вид, «наследный принц Албании» (1913—1973); с 1966 года женат на Эйлин Джонстон (1922—1985)

## Принцесса Албании
21 февраля 1914 года Вильгельм согласился принять албанский престол.
7 марта того же года Вильгельм и София прибыли во временную столицу Дуррес, но уже 3 сентября опасаясь за свою жизнь, Вильгельм и София покинули страну и вернулись в Германию, где продолжали именовать себя князем и княгиней Албании. Официально они сохраняли этот статус до 31 января 1925 года, когда страна была объявлена республикой.